# Ferreira Gullar

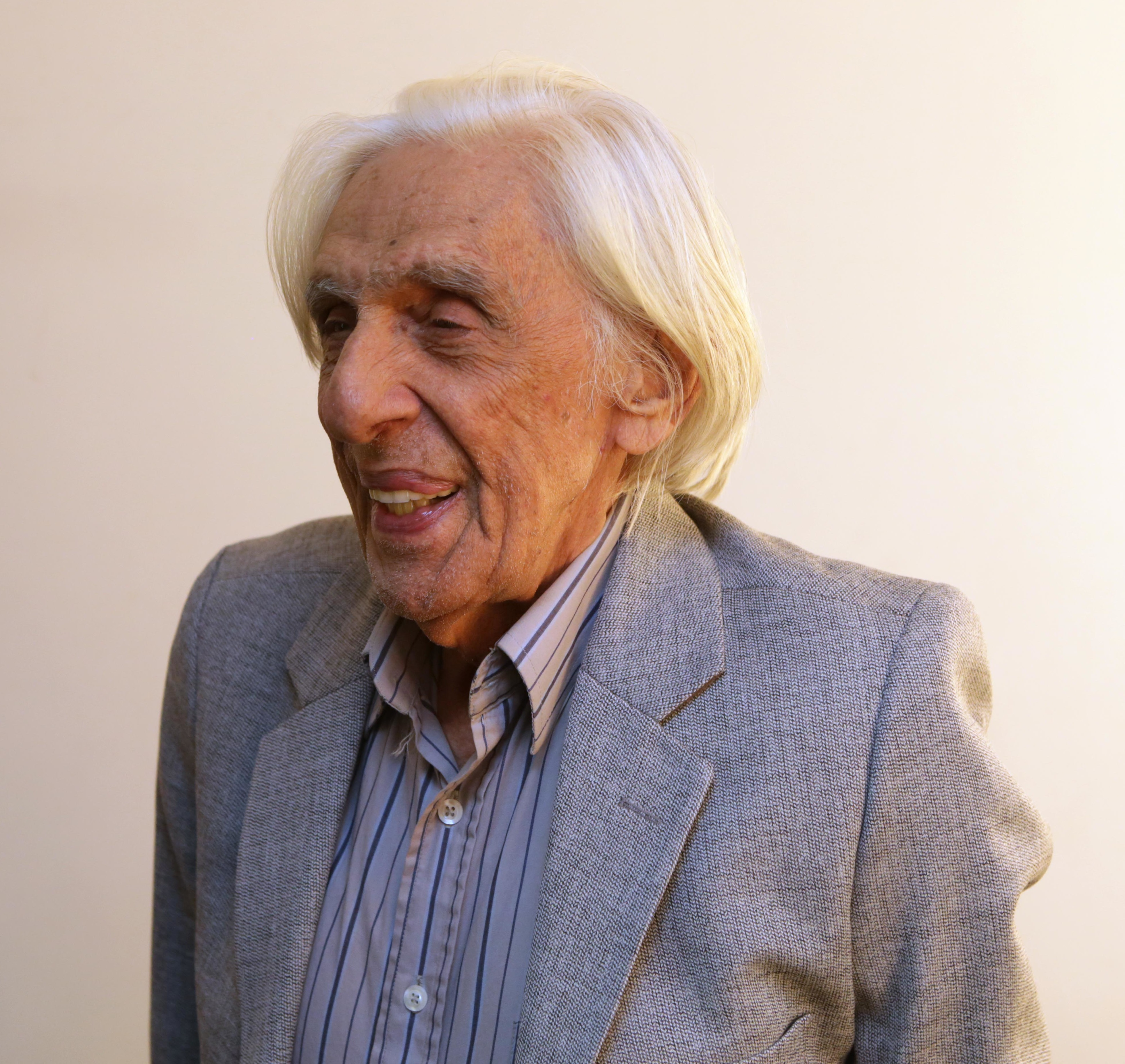
Ferreira Gullar (2015)

Ferreira Gullar, Pseudonym für José Ribamar Ferreira (* 10. September 1930 in São Luís, Maranhão; † 4. Dezember 2016 in Rio de Janeiro) war ein brasilianischer Dichter, Schriftsteller, Kunstkritiker, Übersetzer, Biograf, Memoirenschreiber und Essayist. Er gehörte zu den renommiertesten zeitgenössischen Dichtern Brasiliens.

## Leben
Der Älteste von acht Geschwistern litt in seiner Jugendzeit unter der üblichen rigiden Disziplin seiner Schule und verbrachte viel Zeit in einer öffentlichen Bibliothek und damit, Bücher zu lesen und Gedichte zu schreiben. 1945 verfasste er einen Aufsatz zum „Tag der Arbeit“, bekam aber kein Lob, weil er etliche Grammatikfehler beging. So begann er viel Zeit auf das Studium der Grammatik zu verwenden.
1951 zog er nach Rio de Janeiro und arbeitete für die Revista do Instituto de Aposentadoria e Pensão do Comércio. Er lebte lange in Rio de Janeiro, einer Stadt, die zum Schauplatz vieler seiner Texte wurde, vor allem in seinen letzten Büchern.
Im Jahr 1954 heiratete er die Schauspielerin Tereza Aragão († 1993), mit der er drei Kinder bekam.
1961 wurde er zum Direktor der Kulturstiftung in Brasília ernannt. Er war für die Überwachung des Baus und der Ausgestaltung des Museums für Volkskunde zuständig und blieb bis Ende Oktober 1961 im Amt.
Ferreira Gullar glaubte, die Literatur sei ein Mittel, um die Realität zu beeinflussen. Er versuchte in der Poesie die Kraft und die Vibrationen des Lebens einzufangen. Sein gesellschaftspolitisches Engagement führte ihn dazu, 1964 der brasilianischen Kommunistischen Partei beizutreten. Während der dunkelsten Jahre der Militärdiktatur in Brasilien sollte er 1968 zusammen mit vielen anderen Intellektuellen und Künstlern wie Caetano Veloso und Gilberto Gil verhaftet werden. In den Jahren von 1971 bis 1977 lebte der Dichter im Exil in mehreren lateinamerikanischen Ländern, vor allem in Chile sowie in Argentinien und in Peru. Anschließend kehrte er 1977 nach Brasilien zurück.

## Ehrungen
Zu erwähnen aus einer Fülle von Ehrungen, die er im Laufe seines Lebens erhielt: 1950 gewann er den Poesie-Preis des Jornal de Letras mit seinem Gedicht O Galo/Der Hahn. Er erhielt den Molière-Preis, den Prêmio Saci und andere Theaterpreise. Im Jahr 1966 wurde er für Se correr o bicho pega, se ficar o bicho come geehrt, das als ein Meisterwerk des modernen brasilianischen Theaters angesehen wird.
Im Jahr 2002 erhielt er den Prinz-Claus-Preis aus den Niederlanden. Ebenfalls 2002 wurde er von neun Lehrern aus den USA, Brasilien und Portugal für den Nobelpreis für Literatur vorgeschlagen. Im Jahr 2007 erhielt er für sein Buch Resmungos den Prêmio Jabuti de Literatura als das beste Fiction-Buch des Jahres. Das Buch, herausgegeben von der Imprensa Oficial do Estado de São Paulo, vereint „Chroniken“ Gullars, die im Journal Folha de São Paulo im Jahr 2005 veröffentlicht wurden. Von Época wurde er 2009 als einer der 100 einflussreichsten Brasilianer angesehen.
2010 erhielt er den Prémio Camões, den wichtigsten Literaturpreis des portugiesischen Sprachraums. Am 9. Oktober 2014 wurde Gullar als Nachfolger von Ivan Junqueira in die Academia Brasileira de Letras gewählt.

## Bibliografie

### In portugiesischer Sprache
Poesie
- Um pouco acima do chão, 1949
- A luta corporal, 1954
- Poemas, 1958
- João Boa-Morte, cabra marcado para morrer, 1962
- Quem matou Aparecida?, 1962
- A luta corporal e novos poemas, 1966
- História de um valente, 1966
- Por você por mim, 1968
- Dentro da noite veloz, 1975
- Poema sujo, 1976
- Na vertigem do dia, 1980
- Crime na flora ou Ordem e progresso, 1986
- Barulhos, 1987
- O formigueiro, 1991
- Muitas vozes, 1999

Anthologien
- Antologia poética, 1977
- Toda poesia, 1980
- Ferreira Gullar – Auswahl von Beth Brait, 1981
- Os melhores poemas de Ferreira Gullar – Auswahl von Alfredo Bosi, 1983
- Poemas escolhidos, 1989

Erzählungen und Chroniken
- A estranha vida banal, 1989
- Gamação, 1996
- Cidades inventadas, 1997
- O menino e o arco-íris, 2001
- Resmungos, 2007

Theater
- Um rubi no umbigo, 1979

Erinnerungen
- Rabo de foguete – Os anos de exílio, 1998

Biografie
- Nise da Silveira: uma psiquiatra rebelde, 1996

Essays
- Teoria do não-objeto, 1959
- Cultura posta em questão, 1965
- Vanguarda e subdesenvolvimento, 1969
- Augusto do Anjos ou Vida e morte nordestina, 1977
- Tentativa de compreensão: arte concreta, arte neoconcreta – Uma contribuição brasileira, 1977
- Uma luz no chão, 1978
- Sobre arte, 1983
- Etapas da arte contemporânea: do cubismo à arte neoconcreta, 1985
- Indagações de hoje, 1989
- Argumentação contra a morte da arte, 1993
- O Grupo Frente e a reação neoconcreta, 1998
- Cultura posta em questão/Vanguarda e subdesenvolvimento, 2002
- Rembrandt, 2002
- Relâmpagos, 2003

Fernsehen
- Mitarbeit an Araponga (telenovela)|Araponga – 1990/1991 (Rede Globo)
- Dona Flor e Seus Dois Maridos – 1998 (Rede Globo)
- Mitarbeit an Irmãos Coragem – 1995 (Rede Globo)

### In deutscher Übersetzung
- Schmutziges Gedicht. Portugiesisch / Deutsch. Übersetzt von Curt Meyer-Clason. Suhrkamp, Frankfurt am Main 1985. ISBN 3-518-01893-0.
- Faule Bananen und andere Gedichte. Übersetzt von Curt Meyer-Clason. Vervuert, Frankfurt am Main 1986. ISBN 3-921600-33-2.
- Der grüne Glanz der Tage. Gedichte. Portugiesisch / Deutsch. Übersetzt von Curt Meyer-Clason und Inés Koebel. Piper, München 1991. ISBN 3-492-11034-7.